# 福知山連隊区
福知山連隊区（ふくちやまれんたいく）は、大日本帝国陸軍の連隊区の一つ。前身は福知山（宮津）大隊区である。京都府・兵庫県・福井県の一部地域の徴兵・召集等兵事事務を取り扱った。実務は福知山連隊区司令部が執行した。1941年（昭和16年）に廃止された。

## 沿革
1888年（明治21年）5月14日、大隊区司令部条例（明治21年勅令第29号）によって宮津大隊区が設けられ、陸軍管区表（明治21年勅令第32号）により京都府・兵庫県・福井県の一部が管轄区域に定められた。第4師管第8旅管に属した。1890年（明治23年）5月20日に、名称を福知山大隊区に改称した。
1896年（明治29年）4月1日、福知山大隊区は連隊区司令部条例（明治29年勅令第56号）によって連隊区に改組され、旅管が廃止となり第10師管に属した。
1903年（明治36年）2月14日、改正された「陸軍管区表」（明治36年勅令第13号）が公布となり、再び旅管が採用され連隊区は第10師管第20旅管に属した。
日本陸軍の内地19個師団体制に対応するため陸軍管区表が改正（明治40年9月17日軍令陸第3号）となり、1907年（明治40年）10月1日、敦賀連隊区などを創設し、管轄区域の大幅な変更が実施された。
1925年（大正14年）4月6日、日本陸軍の第三次軍備整理に伴い陸軍管区表が改正（大正14年軍令陸第2号）され、同年5月1日、旅管は廃され第16師管の所属となり、管轄区域が大幅に変更された。
1940年（昭和15年）8月1日、福知山連隊区は中部軍管区京都師管に属することとなった。1941年11月1日、福知山連隊区が廃止され、旧管轄区域は京都連隊区に編入された。

## 管轄区域の変遷
1888年5月14日、陸軍管区表（明治21年勅令第32号）が制定され、宮津大隊区の管轄区域が次のとおり定められた。
- 京都府

与謝郡・加佐郡・中郡・竹野郡・熊野郡・南桑田郡・北桑田郡・船井郡・天田郡・何鹿郡
- 兵庫県

城崎郡・美含郡・出石郡・気多郡・養父郡・七美郡・二方郡・氷上郡・多紀郡・朝来郡
- 福井県

三方郡・遠敷郡・大飯郡
1890年5月20日、名称を福知山大隊区に改称した。1896年4月1日、連隊区へ改組された際に管轄区域の変更はなかったが、同年12月、郡制施行による郡の統廃合により陸軍管区表が改正され、1897年4月1日に、兵庫県区域の城崎郡・美含郡・気多郡を城崎郡に、七美郡・二方郡を美方郡に変更した。変更後の管轄区域は以下のとおり。
- 京都府

※変更なし
- 兵庫県

城崎郡・出石郡・養父郡・美方郡・氷上郡・多紀郡・朝来郡
- 福井県

※変更なし
1898年（明治31年）4月1日、鳥取連隊区が設置され管轄区域が次のように変更された。兵庫県城崎郡・美方郡を鳥取連隊区へ移管し、姫路連隊区から加東郡・多可郡を編入した。
- 京都府

※変更なし
- 兵庫県

出石郡・養父郡・氷上郡・多紀郡・朝来郡・加東郡・多可郡
- 福井県

※変更なし
1907年10月1日、敦賀連隊区などが新設されたことに伴い、管轄区域が陸軍管区表（明治40年9月17日軍令陸第3号）により次のとおり定められた。京都府南桑田郡・北桑田郡・船井郡を京都連隊区へ、兵庫県加東郡・多可郡を神戸連隊区へ、氷上郡・多紀郡を篠山連隊区へ、福井県区域を敦賀連隊区へ移管した。また、兵庫県城崎郡・美方郡を鳥取連隊区から編入した。
- 京都府

加佐郡・何鹿郡・与謝郡・天田郡・竹野郡・中郡・熊野郡
- 兵庫県

出石郡・朝来郡・城崎郡・養父郡・美方郡
1915年（大正4年）9月13日、管轄区域が次のとおり変更された。福井県大飯郡を敦賀連隊区から、京都府南桑田郡・船井郡・北桑田郡を京都連隊区から、兵庫県氷上郡を篠山連隊区から編入した。また、兵庫県城崎郡・美方郡を鳥取連隊区へ移管した。
- 福井県

大飯郡
- 京都府

南桑田郡・船井郡・何鹿郡・北桑田郡・天田郡・加佐郡・与謝郡・中郡・竹野郡・熊野郡
- 兵庫県

出石郡・氷上郡・朝来郡・養父郡
1920年（大正9年）8月10日、管轄区域の内、兵庫県区域が変更され、出石郡・朝来郡・養父郡を鳥取連隊区へ移管し、神戸連隊区から多可郡を編入した。その結果、次のとおり兵庫県区域は二郡となった。
- 兵庫県

氷上郡・多可郡
1925年5月1日、陸軍管区表の改正に伴い管轄区域が大幅に変更された。京都連隊区から乙訓郡・葛野郡を編入した。また、福井県大飯郡を敦賀連隊区へ、兵庫県氷上郡を神戸連隊区へ、多可郡を姫路連隊区へ移管し、管轄区域は次のように形成された。
- 京都府

乙訓郡・葛野郡・南桑田郡・船井郡・何鹿郡・北桑田郡・天田郡・加佐郡・与謝郡・中郡・竹野郡・熊野郡
1937年（昭和12年）7月19日、管轄区域に福知山市を加え、1938年（昭和13年）9月22日、舞鶴市・東舞鶴市を追加した。
1941年11月1日、福知山連隊区が廃止され、その旧管轄区域は京都連隊区に編入された。

## 司令官
宮津大隊区
- （心得）白井胤良 歩兵大尉：1888年5月14日[14] -

福知山大隊区
- 樋口匡直 砲兵少佐：不詳 - 1894年9月25日[15]

福知山連隊区
- 内桶義安 砲兵少佐：不詳 - 1897年10月11日[16]
- 福富孝成 砲兵中佐：1897年10月11日[16] -
- 八木下純 歩兵少佐：1902年11月1日[17] -
- 丸山直寛 歩兵少佐：1904年3月18日 -
- 堀尾晴光 歩兵中佐：1906年4月10日 - 8月16日
- 山畑釜次郎 歩兵中佐：1906年8月16日 - 1911年10月18日
- 鈴木堅二 歩兵中佐：1911年10月18日 - 1914年8月10日
- 奥田重栄 歩兵中佐：1914年8月10日 - 1916年11月15日
- 金沢末作 歩兵中佐：1916年11月15日 -
- 田原三之助 歩兵大佐：不詳 - 1921年7月20日[18]
- 町田徳助 歩兵中佐：1921年7月20日[18] - 1923年8月6日[19]
- 隠岐熊男 歩兵大佐：1923年8月6日[19] -
- 門馬功 歩兵大佐：不詳 - 1934年3月5日[20]
- 土屋兵馬 歩兵大佐：1934年3月5日 - 1936年8月1日[21]
- 若松平治 歩兵大佐：1936年8月1日[22] -
- 清水正雄 歩兵大佐：1940年2月24日[23] -